# 笹原脩平
笹原 脩平（ささはら しゅうへい、1996年11月22日 - ）は、鹿児島県阿久根市出身の元サッカー選手。ポジションは、ディフェンダー。

## 来歴
秀岳館高校3年時に、全国高等学校サッカー選手権大会熊本県予選で同校を初優勝に導いたが、全国大会では一回戦で宮城県の聖和学園に敗れた。大岩亮太（ザスパクサツ群馬）は高校の同級生である。
2014年11月に、2015年シーズンからのサガン鳥栖への加入が内定したが、公式戦に出場することなく1シーズンで契約満了により退団となった。
2016年に東海大学に入学し、関東大学リーグ2部加盟のサッカー部に所属している。
2018年、アルビレックス新潟シンガポールに加入。2020年、ブルネイのバンダルスリブガワンを本拠としブルネイ・スーパーリーグに参加しているブルネイDPMM FCに移籍し10月まで在籍した。
2021年、自身のTwitterで現役引退を表明した。

## 所属クラブ
- 脇本SSS
- パルティーダ鹿児島
- 秀岳館高等学校
- 2015年 サガン鳥栖
- 2016年 - 2017年 東海大学
- 2018年 - 2019年 アルビレックス新潟シンガポール
- 2020年 ブルネイDPMM FC

## 個人成績
| 国内大会個人成績 | 国内大会個人成績 | 国内大会個人成績 | 国内大会個人成績 | 国内大会個人成績 | 国内大会個人成績 | 国内大会個人成績 | 国内大会個人成績 | 国内大会個人成績 | 国内大会個人成績 | 国内大会個人成績 | 国内大会個人成績 |
| 年度             | クラブ           | 背番号           | リーグ           | リーグ戦         | リーグ戦         | リーグ杯         | リーグ杯         | オープン杯       | オープン杯       | 期間通算         | 期間通算         |
| 年度             | クラブ           | 背番号           | リーグ           | 出場             | 得点             | 出場             | 得点             | 出場             | 得点             | 出場             | 得点             |
| 日本             | 日本             | 日本             | 日本             | リーグ戦         | リーグ戦         | リーグ杯         | リーグ杯         | 天皇杯           | 天皇杯           | 期間通算         | 期間通算         |
| ---------------- | ---------------- | ---------------- | ---------------- | ---------------- | ---------------- | ---------------- | ---------------- | ---------------- | ---------------- | ---------------- | ---------------- |
| 2015             | 鳥栖             | 27               | J1               | 0                | 0                | 0                | 0                | 0                | 0                | 0                | 0                |
| シンガポール     | シンガポール     | シンガポール     | シンガポール     | リーグ戦         | リーグ戦         | リーグ杯         | リーグ杯         | シンガポール杯   | シンガポール杯   | 期間通算         | 期間通算         |
| 2018             | 新潟S            | 3                | プレミア         | 23               | 1                | 0                | 0                | 5                | 0                | 28               | 1                |
| 2019             | 新潟S            | 3                | プレミア         | 20               | 0                | 0                | 0                | 3                | 0                | 23               | 0                |
| ブルネイ         | ブルネイ         | ブルネイ         | ブルネイ         | リーグ戦         | リーグ戦         | リーグ杯         | リーグ杯         | オープン杯       | オープン杯       | 期間通算         | 期間通算         |
| 2020             | ブルネイDPMM     |                  | スーパー         |                  |                  |                  |                  |                  |                  |                  |                  |
| 通算             | 日本             | 日本             | J1               | 0                | 0                | 0                | 0                | 0                | 0                | 0                | 0                |
| 通算             | シンガポール     | シンガポール     | プレミア         | 43               | 1                | 0                | 0                | 8                | 0                | 51               | 1                |
| 通算             | ブルネイ         | ブルネイ         | スーパー         |                  |                  |                  |                  |                  |                  |                  |                  |
| 総通算           | 総通算           | 総通算           | 総通算           | 43               | 1                | 0                | 0                | 8                | 0                | 51               | 1                |